# Mavzolej Diri Baba
Mavzolej Diri Baba (azerbajdžansko Diri Baba məqbərəsi) je mavzolej šejka Diri Babe, ki se nahaja v mestu Qobustan v rajonu Gobustan v Azerbajdžanu.   

## Arhitektura
Mavzolej je bil omenjen v dnevnikih K. de Bryuina in A. Olearija ter v delu B. Dorna. Dvonadstropni mavzolej stoji na trgu, ki se nahaja na gliptični pečini. Prva etaža ima dvorano, pokrito z ogliščem, ki ima iz majhnega preddverja prehod v osemkotno kupolo. V skalo so vklesane stopnice, ki vodijo v dvorano druge etaže. Kroglasta kupola s koničastim vrhom ima trompe, okrašene z rastlinskimi ornamenti.
V eni od tromp je odlomek ligature, ki navaja leto 1402 in del arhitektovega imena - "...sin ustada Hadžija". S tem krajem so povezane številne legende in miti. Mavzolej Diri Baba je z mozaikom in učinkovito vezavo okrasil kaligraf, imenovan "Derviš".
Na poti iz Bakuja v Šamaki se nahaja edinstven spomenik - dvonadstropni mavzolej-mošeja iz 15. stoletja, imenovan "Diri-Baba", ki stoji nasproti starodavnega pokopališča. Lokalni prebivalci so dolgo časa verjeli, da je tu pokopana sveta oseba, imenovana Diri Baba v neokrnjeni obliki. S tem spomenikom so povezane tudi številne druge legende in mistični dogodki. Zato mavzolej že od 17. stoletja privablja številne romarje in radovedneže. Posebnost gradnje je, da jo je arhitekt vgradil v skalo. Mavzolej domnevno "visi" odtujen od tal in navdušuje s strogostjo arhitekture, čistostjo linij, svetlo in gladko površino sten na ozadju grobega in temnega klifa, odlikuje pa ga tudi veličastnost. Omembe vredno je, da ne prva, temveč druga etaža velja za glavni del stavbe. Majhnemu hodniku, pokritemu z osmerokotno kupolo, kjer si gostje sezujejo čevlje, sledi dvorana. Tu je vhod v poltemne stopnice, izklesane na debelini skale, te stopnice pa vodijo v drugo shrambo grobnice. Dvorana - s površino 15 kvadratnih metrov - je pokrita s kroglasto kupolo. V steno je vklesano pogrebno besedilo, v katerem je navedeno ime vladarja Širvanšahov – Ibrahima I. Širvanskega . Okrasni nivo z ligaturo, ki kot da obkroža stavbo, se ločuje od tal. Mavzolej se tesno prilega pečini, na katere masivu je vklesana groblja. Na tem mestu je bil svetnik pokopan. Do njega vodi ozek vhod v severni steni.
Arhitektura mavzoleja Diri Baba se harmonično ujema s slikovito okolico stavbe - pogled na ozadje skal in zelenje dreves. Stavba mavzoleja je mojstrovina arhitekturne šole iz Širvana in čudovita stvaritev umetnosti starodavnih mojstrov. Spomenik je pod zaščito vlade.